# Nativitat de Maria

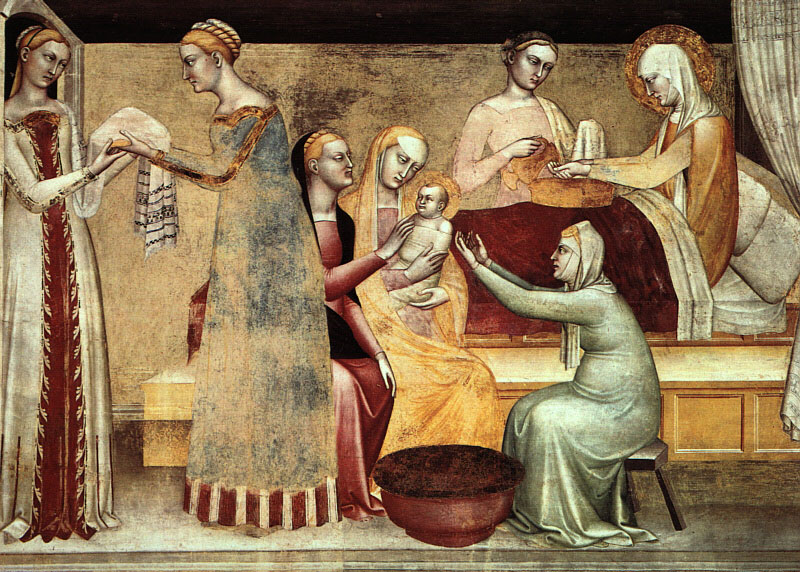
Naixement de la Verge de Giovanni da Milano,

La Nativitat de Maria (o de la Verge Maria, o de la Mare de Déu) és una celebració cristiana que s'escau el 8 de setembre en què es commemora el naixement de Maria, mare de Jesús. Als Països Catalans també se la coneix popularment com la festa de la Mare de Déu de Setembre i s'hi celebren les «marededeus trobades». A les esglésies ortodoxes la festa s'anomena Nativitat de la Theotokos (terme grec per dir 'Mare de Déu') i constitueix una de les dotze celebracions litúrgiques més importants d'aquestes tradicions.

## Història
L'Evangeli no fa esment del naixement de Maria, però hi ha diverses tradicions apòcrifes que en parlen, en especial la del protoevangeli de Jaume on s'hi indiquen, a més, els noms dels seus pares: Joaquim i Anna. Algunes d'aquestes tradicions, considerant Maria com a descendent de David, assenyalen seu naixement a Betlem; d'altres, especialment el corrent grec i armeni, assenyalen Natzaret com a bressol de Maria. La més admesa és la que situa l'esdeveniment a la ciutat santa de Jerusalem, on s'han trobat les ruïnes d'una basílica romana d'Orient del segle V edificada sobre l'anomenada 'casa de santa Anna', molt a prop de la piscina Probàtica.
La nativitat de Maria se celebrava a Orient des del segle vi. La data va ser fixada el 8 de setembre, dia amb el qual s'obre l'any litúrgic romà d'Orient, el qual es tanca amb la Dormició, a l'agost. A Occident va ser introduïda cap al segle vii pel papa Sergi I (eixit d'una família originària d'Antioquia) i era celebrada amb una processó-lletania, que acabava a la basílica romana de Santa Maria Major.
Per l'Església, el naixement de Maria simbolitza l'alba dins d'un món de foscor, el preludi d'un procés que durà fins a la llum amb l'arribada de Jesucrist, el seu fill. Per això la festa és un motiu de joia. A l'ofici de Laudes s'hi diu: «pel teu naixement, Verge Mare de Déu, vas anunciar l'alegria a tot el món: de Tu va néixer el Sol de justícia, Crist, Déu nostre».

## Iconografia

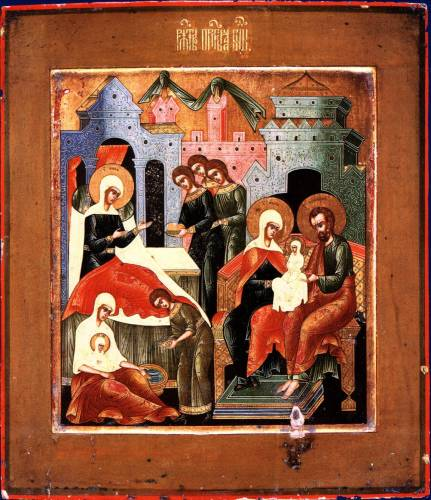
Icona (data desconeguda)
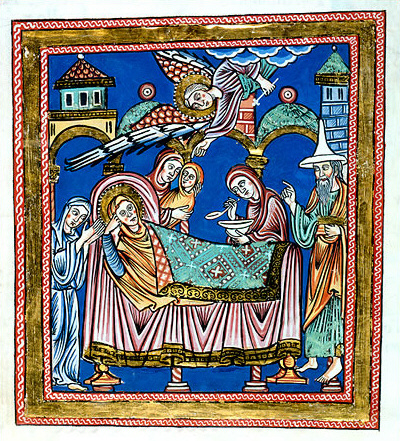
Miniatura medieval (segle xiii)
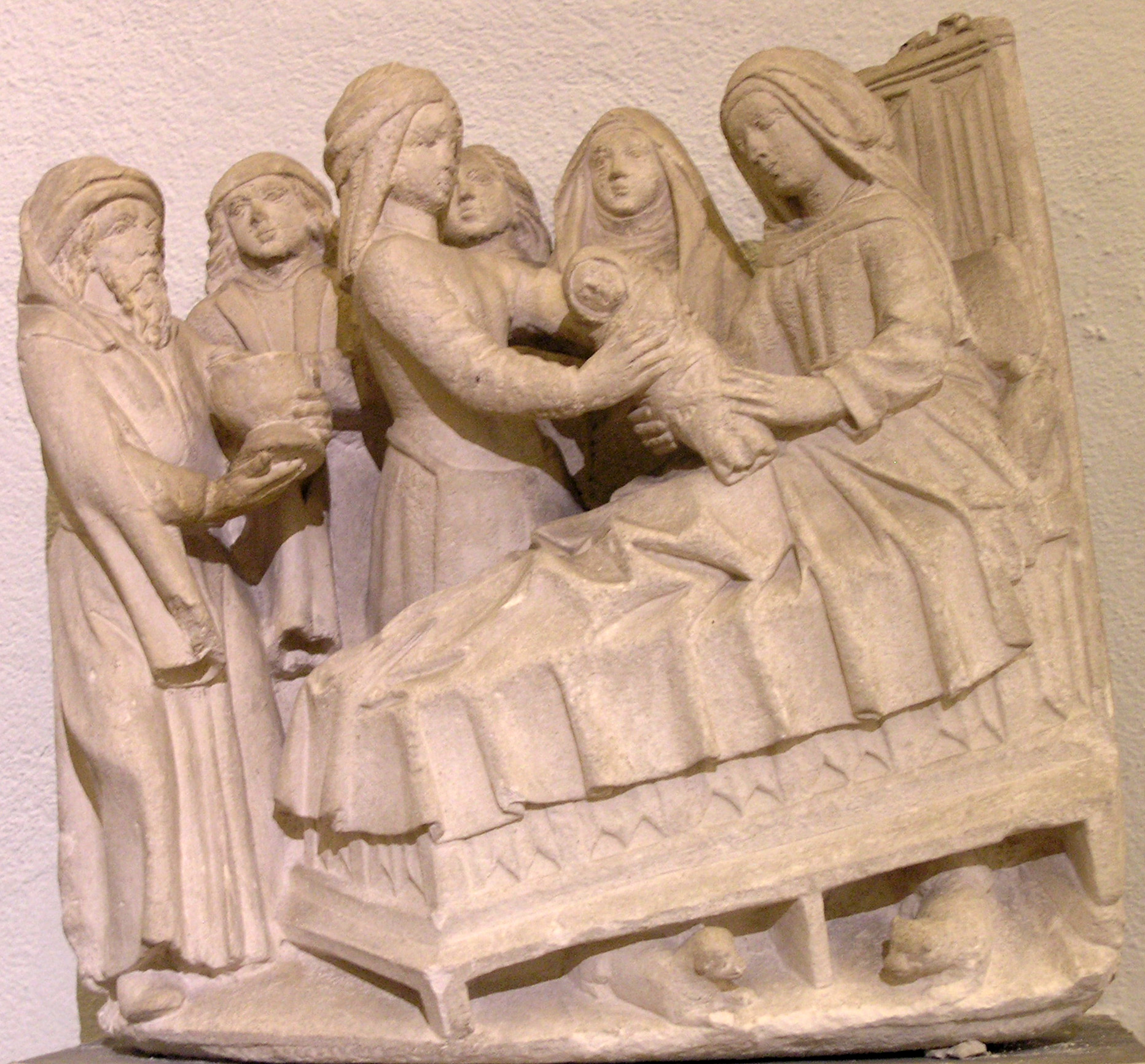
Escultura del segle xiv
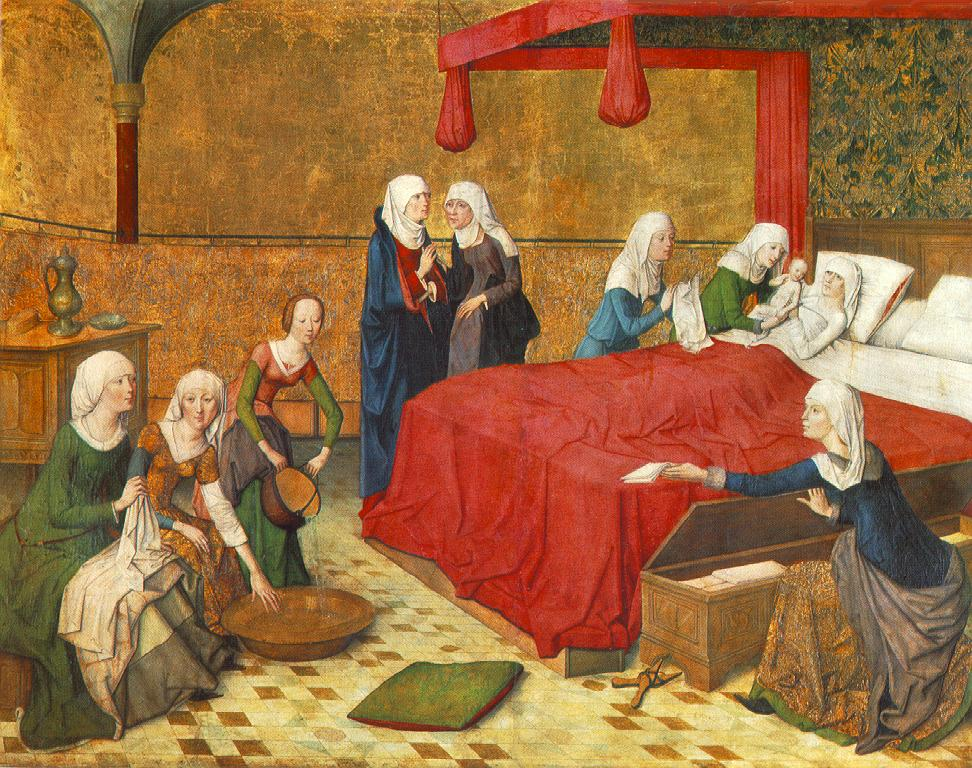
Pintura del segle xv
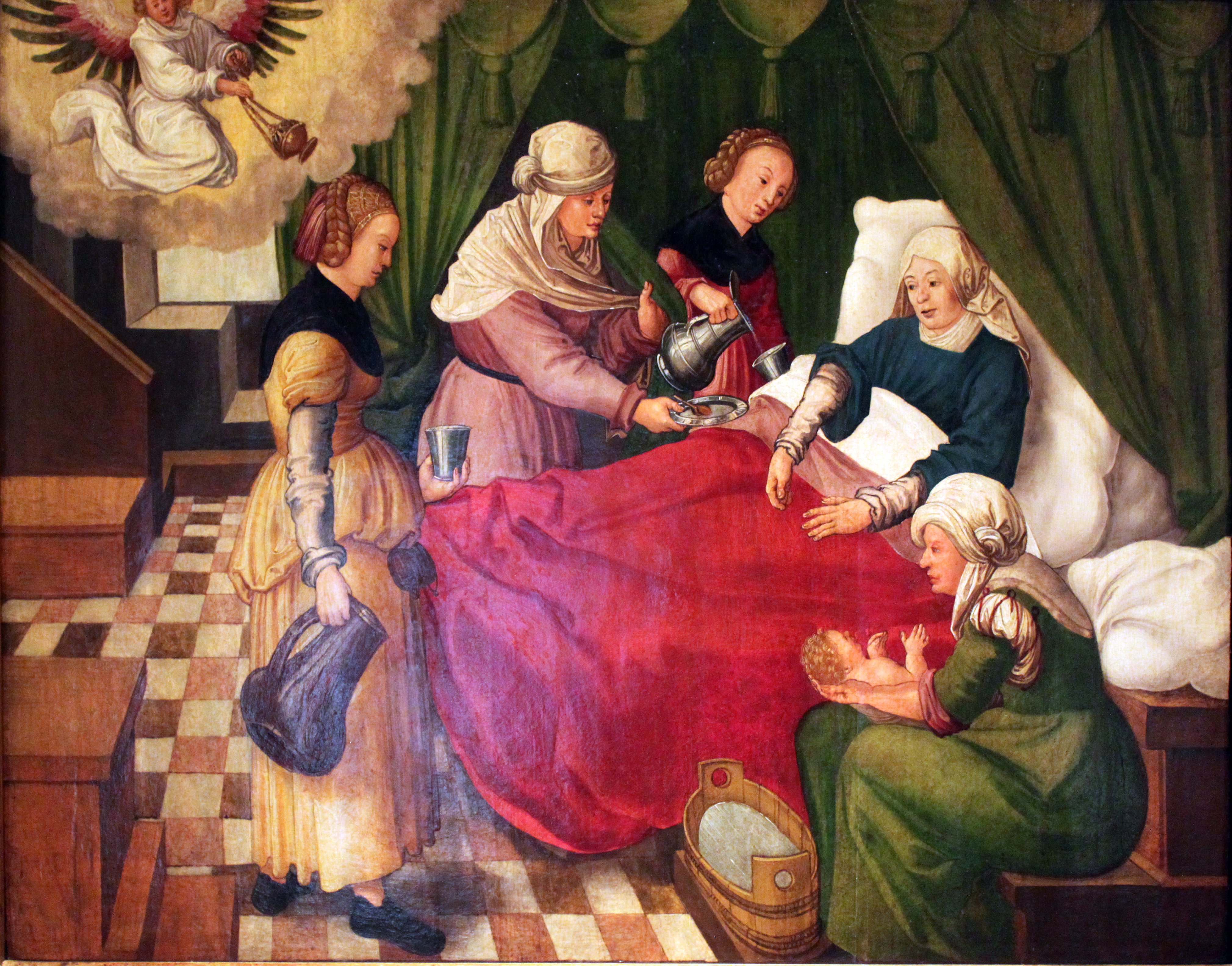
Wolf Traut, segle xvi
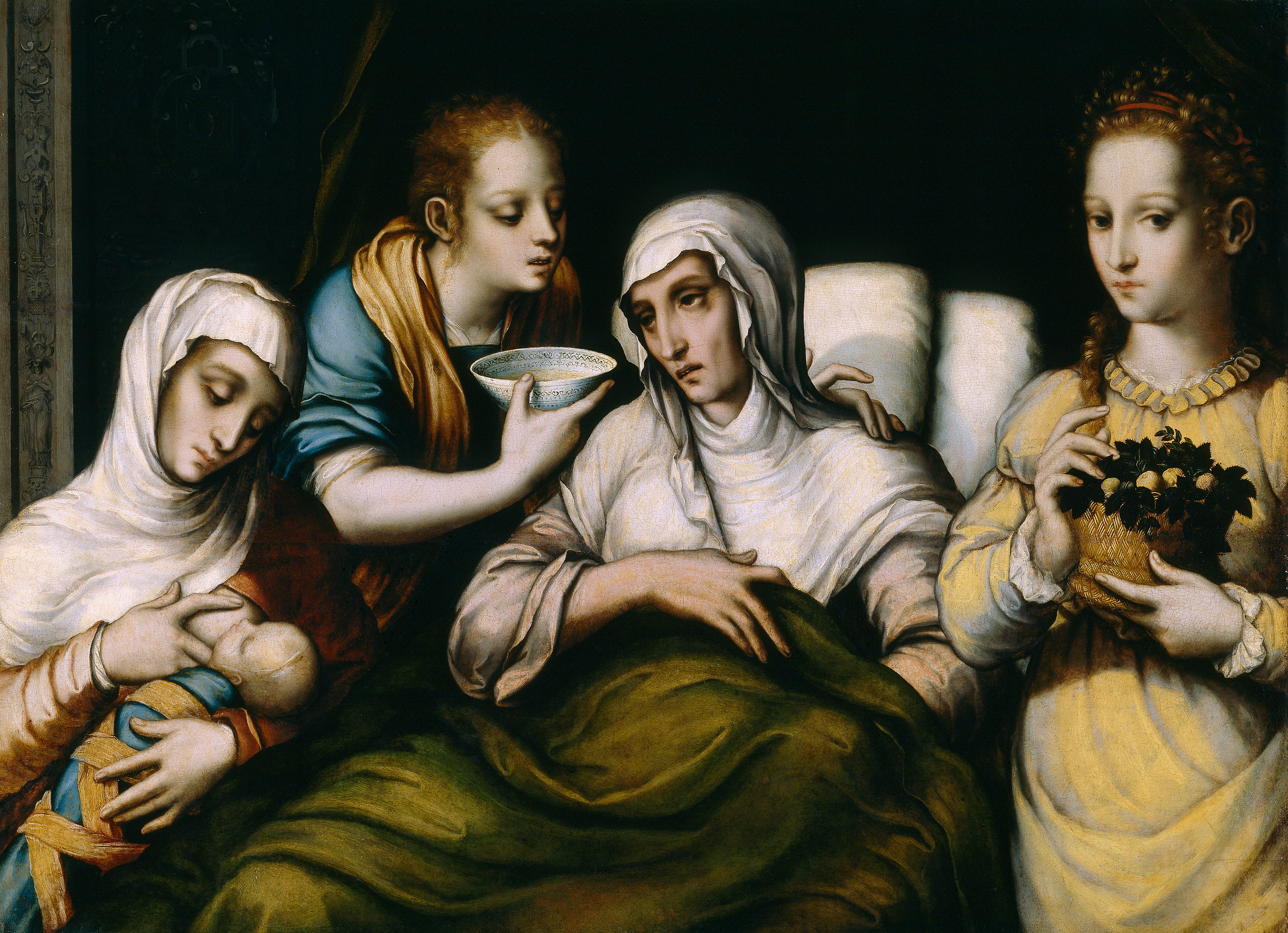
Luis de Morales, segle xvi
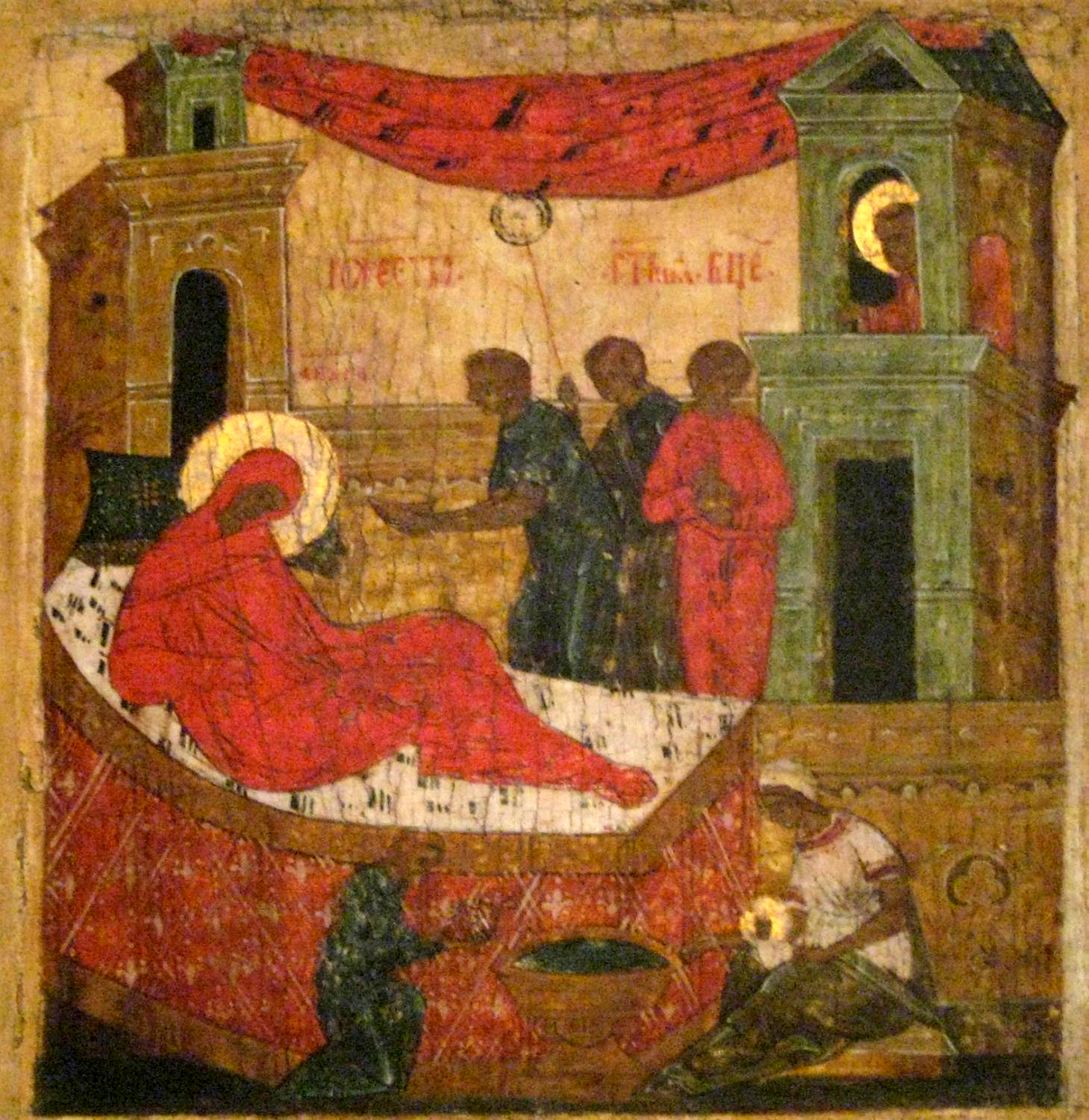
Icona segles xvi o xvii
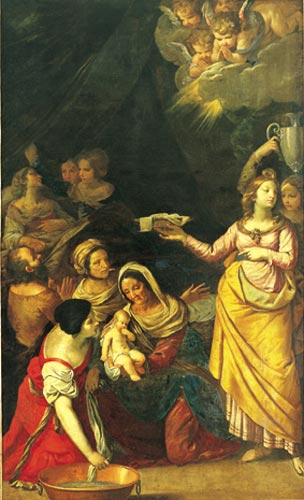
Ludovico Lana, segle xvii
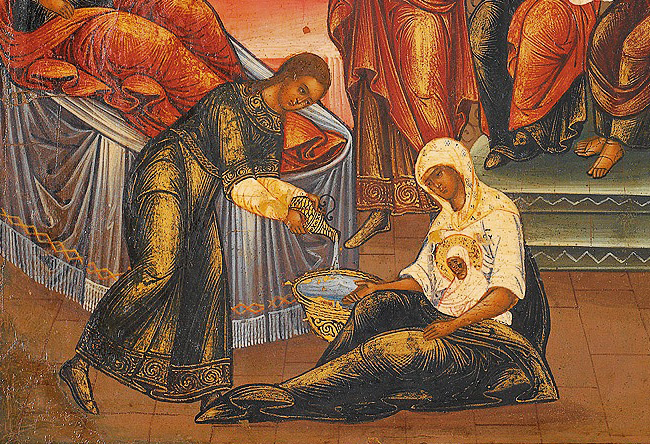
Icona del segle xix